# Satranala decussilvae
Satranala es un género monotípico con una única especie: Satranala decussilvae Beentje & J.Dransf., Kew Bull. 50: 89 (1995), perteneciente a la familia  de las palmeras (Arecaceae).  Es originaria de Madagascar distribuidas en las provincias de Antsiranana y Toamasina.

## Distribución y hábitat
Endémica de la Reserva de la Biosfera Manara en Madagascar. Solo una población única se conoce, que consiste en 30 árboles concentrados, con 40 individuos inmaduros y muchas plántulas.

## Taxonomía
Satranala decussilvae fue descrita por Beentje & J.Dransf. y publicado en Kew Bulletin 50(1): 89–91, f. 1, 2. 1995.
Etimología
Satranala: nombre genérico tomado del nombre vernáculo malgache satranala.
decussilvae: epíteto